# سوزان لامي
سوزان لامي هي مقالاتية كندية، ولدت في 30 سبتمبر 1929 في Lombez ‏ في فرنسا، وتوفيت في 25 فبراير 1987 في مونتريال في كندا.